# چینه‌چیتا

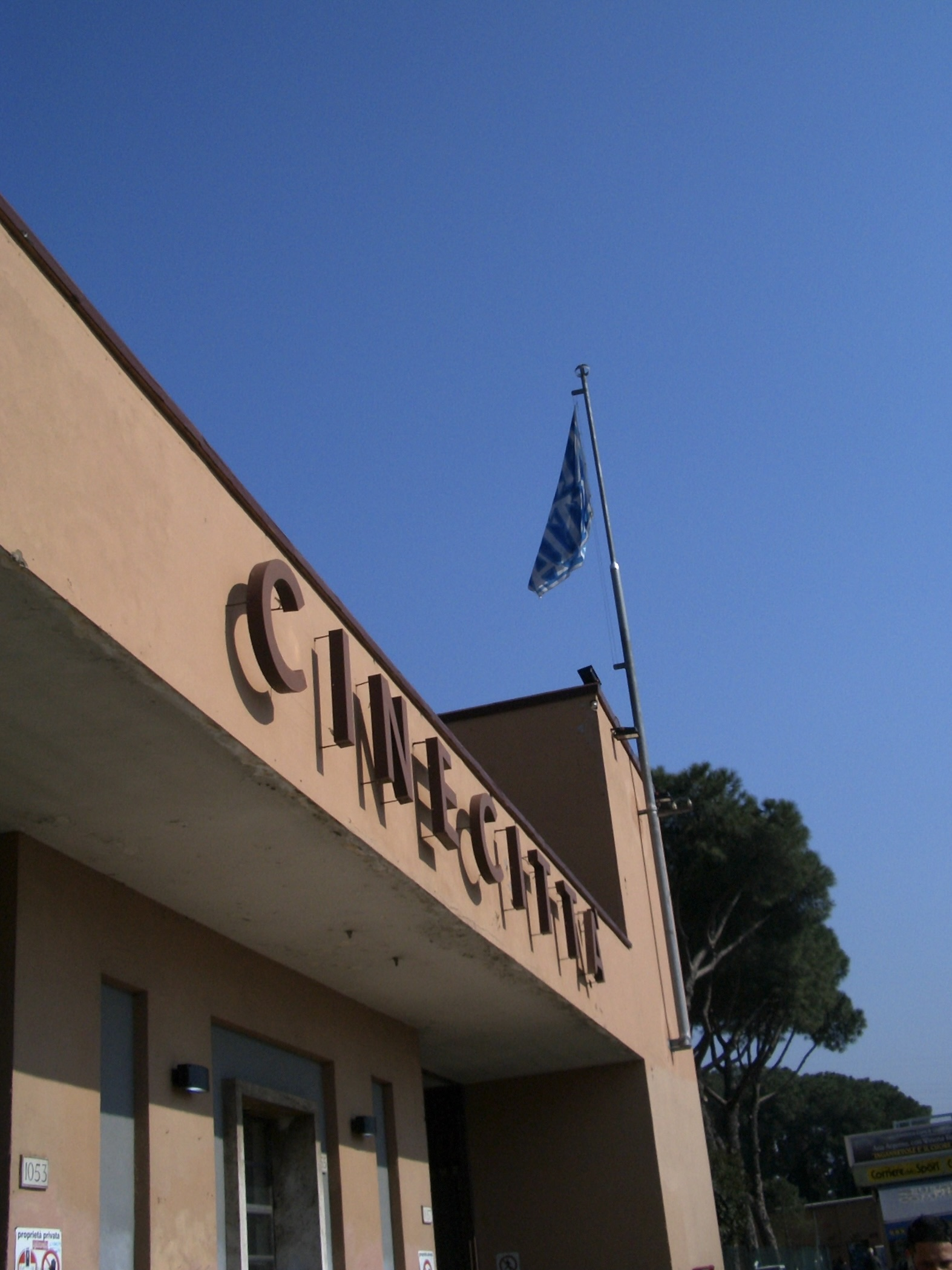
ورودی استودیوهای چینه‌چیتا.

چینه‌چیتا (به ایتالیایی به معنی «شهر فیلم») نام استودیوی وسیع و مجهزی است که در اواخر دهه ۳۰ در رم، پایتخت ایتالیا، ساخته شد و تحت نظارت دولت قرار گرفت.
در ۲۹ ژانویه سال ۱۹۳۶ موسولینی اولین سنگ بنای چینه چیتا را بیان نهاد. در خلال عملیات اجرایی، موسولینی همه مراحل را زیرنظر داشت و اغلب به بازدید می‌آمد.
پس از یک دوره نزدیک به ورشکستگی در دهه ۱۹۸۰، چینه‌چیتا توسط دولت ایتالیا خصوصی‌سازی شد. چینه‌چیتا در سال ۱۹۹۱ میزبان مسابقه آواز یوروویژن شد.